# Gouvernement Tlicho
Le gouvernement Tłı̨chǫ, ou Tlicho, est une organisation amérindienne représentant le peuple des Tlichos des Territoires du Nord-Ouest, au Canada. Elle a été créée en 2005 lorsque la nation des Tlichos a signé l'Accod Tlicho avec le gouvernement du Canada. Cet accord garantit certains droits aux Tlichos concernant le territoire, les ressources naturelles et l'autonomie gouvernementale. Entre autres, il définit un territoire de 39 000 km2 appartenant aux Tlichos situé entre le Grand Lac des Esclaves et le Grand Lac de l'Ours, incluant les droits sur les ressources de la surface et souterraines. L'accord donne également l'autorité au gouvernement tlicho de définir ses membres connus comme étant des « citoyens tłı̨chǫ ».